# Демократическая организация национального единства
Национальная Общественная Демократическая Партия, НУДО — одна из политических партий Намибии. Создана в 1964 году как националистическая партия гереро решением совета племенных вождей. Первыми лидерами НУДО являлись Хосеа Кутако, Мбурумба Керина и Клеменс Капууо. Как и другие правые этноплеменные партии, НУДО входила в состав Демократического альянса Турнхалле. Вышла из альянса в 2003 году. 
В январе 2004 года был проведён конгресс партии.
После выборов в 2004 году партия получила 4,1 % голосов, и добилась 3 мест в парламенте, а в 2009 3,1 % и 2 мест в парламенте.
Девиз партии: «Одни люди, одна цель, одна судьба» (англ. "One People, One Aim, One Destiny", нем. "Ein Volk, Ein Ziel, Ein Schicksal").

## Результаты выборов

### Партийные выборы
| Партийные выборы | Кол-во голосов (%) | Кол-во мест в парламенте |
| ---------------- | ------------------ | ------------------------ |
| 2009             | 3,01 %             | 2                        |
| 2004             | 4,1 %              | 3                        |

### Президентские выборы
| Президентские выборы | Кандидат        | Кол-во голосов | Кол-во голосов (%) |
| -------------------- | --------------- | -------------- | ------------------ |
| 2009                 | Рируако, Куаима | 23.735         | 2,92 %             |
| 2004                 | Рируако, Куаима | 34.616         | 4,23 %             |